# Lionel Bosco
Lionel Bosco (Hoei, 18 september 1981) is een Belgisch voormalig basketballer en basketbalcoach.

## Carrière
Bosco speelde in de jeugd van Union Huy Basket en Royal Reveil Liège voordat hij terugkeerde naar Union Huy Basket waarmee hij in de eerste en tweede klasse speelde tot in 2005. Van 2005 tot 2007 speelde hij voor Atomics Brussels in eerste klasse, in 2007 speelde hij kort voor de Franse club JL Bourg. Het volgende seizoen speelde hij voor Leuven Bears, en van 2008 tot 2012 speelde hij voor Optima Gent. 
Nadien kwam hij van 2012 tot 2014 uit voor Liège Basket. Hij groeide daarna van 2014 tot 2017 uit tot sterkhouder bij Belfius Mons-Hainaut. Hij stopte na een laatste passage bij Basic-Fit Brussels in 2018.
In 2019 ging hij aan de slag als assistent-coach bij Liège Basket. Het volgende seizoen werd hij er hoofdcoach nadat Sacha Massot vertrok. Na de overname van de club door een Amerikaanse investeringsmaatschappij werd hij ontslagen en opgevolgd door de Amerikaan Brad Greenberg. Eind juni 2023 werd hij assistent-coach onder Roel Moors bij het Duitse Baskets Bonn.